# Laboratorní centrifuga
Laboratorní centrifuga nebo též laboratorní odstředivka, je zařízení určené především k oddělení různých látek, pomocí odstředivé síly. Její použití v laboratořích je velmi širokého záběru od zdravotnických zařízení (sedimentace krve) až po biotechnologické pracoviště (separace biomasy).

## Obecně
Rozděluje se dle:
- regulace teploty
  - nechlazená
  - chlazená
  - s možností mrazení
- rotoru
  - úhlový
  - výkyvný
- výkonu
  - otáčky za minutu (RPM)
  - gravitační síla (G)
- kapacita
  - stolní (od pár ml)

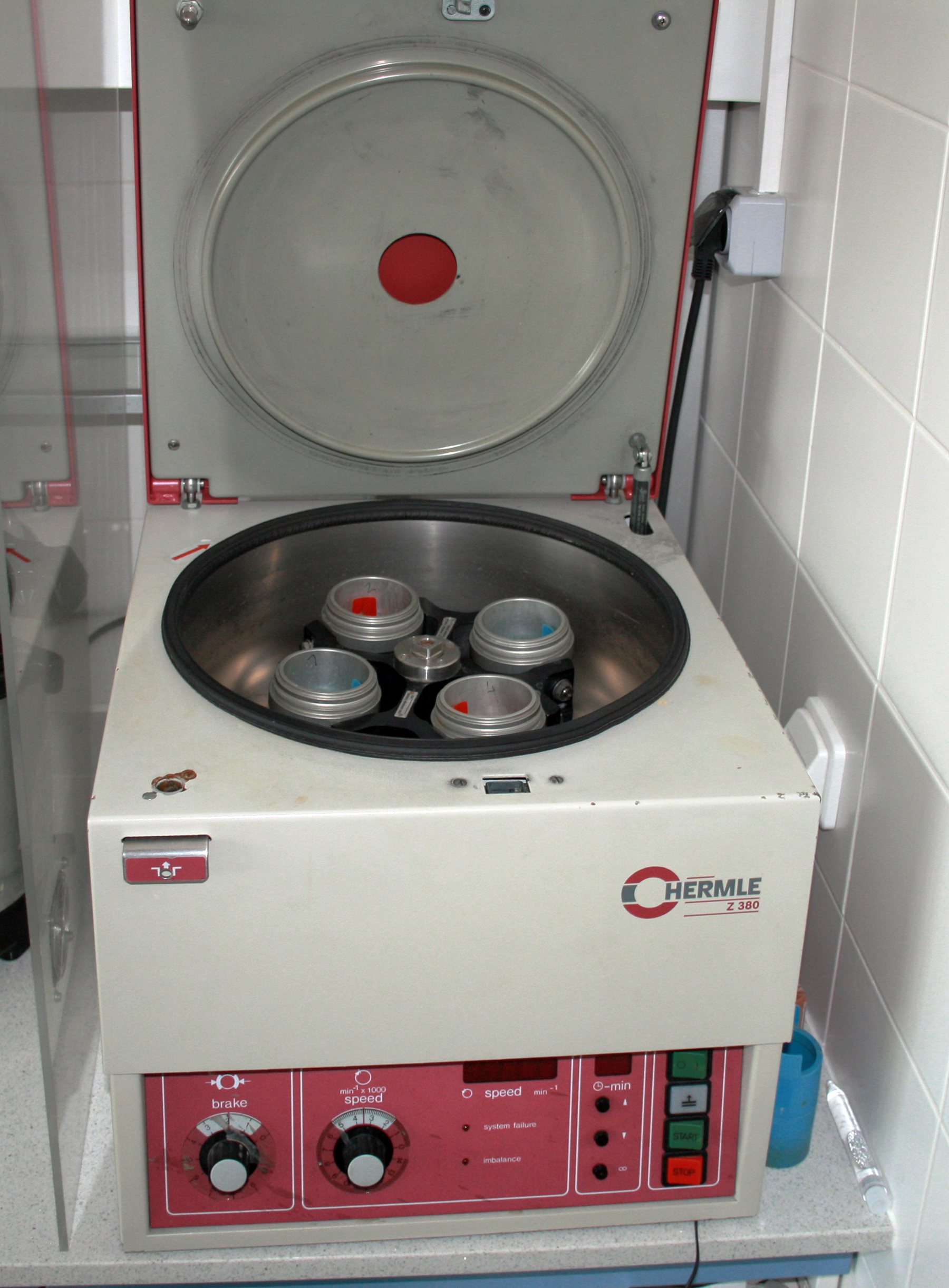
Laboratorní centrifuga

  - samostatně stojící (až 10 litrů celkem)

### rotory
Úhlový rotor má fixně daný úhel a dosahuje vyššího přetížení G.
Výkyvný rotor pojme 2 - 6 kyvet, které se s rostoucí rychlostí otáček zvedají do horizontální polohy.

## Ultracentrifuga

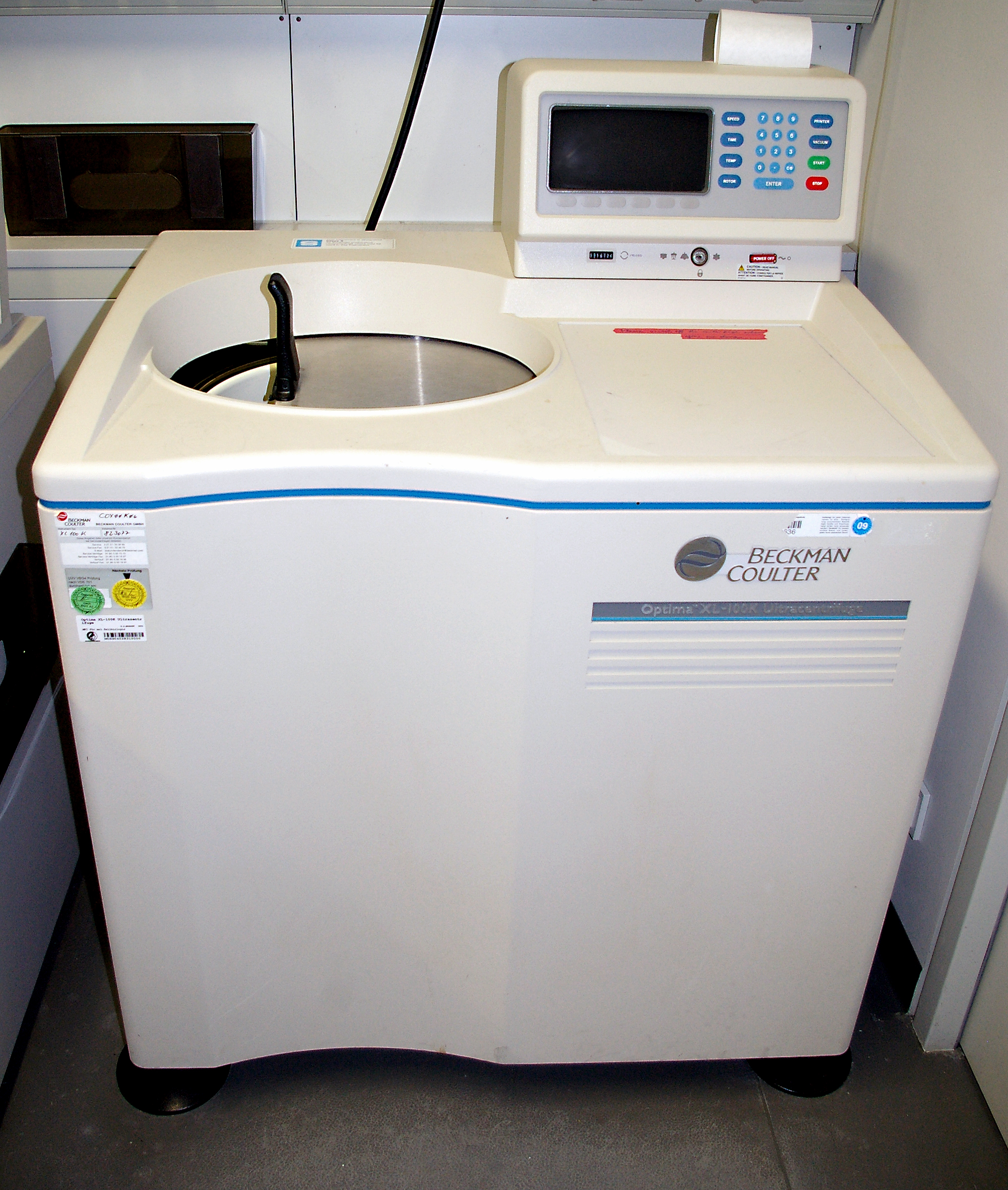
Laboratorní ultracentrifuga

Ultracentrifuga je odstředivka (centrifuga), která dosahuje vysokých otáček, konkrétně 100 000 až 800 000 za minutu). První ultracentrifugu sestrojil švédský chemik Theodor Svedberg za účelem studia koloidních systémů.

### Mechanismus
Otáčivý pohyb ultracentrifugy generuje tzv. rotor, zpravidla vyrobený ze speciální slitiny. Do něj se vkládá kyveta obsahující vzorek, jenž chceme analyzovat. Známe dva typy ultracentrifugace:
- Preparativní ultracentrifugace - rozdělí vzorek na několik frakcí
- Analytická ultracentrifugace - analyzuje velikost a procentuální zastoupení částic ve vzorku

## Kontinuální centrifuga
Kontinuální centrifuga je zařízení určené k neustálé separaci vzorků, které neustále dodává jiné zařízení (např. bioreaktor).